# Henningsomyces galapagensis
Henningsomyces galapagensis är en svampart som först beskrevs av W.B. Cooke & Bonar, och fick sitt nu gällande namn av D.A. Reid 1981. Henningsomyces galapagensis ingår i släktet Henningsomyces och familjen Marasmiaceae.   Inga underarter finns listade i Catalogue of Life.